# Optimera Svenska
Optimera Svenska AB er en svensk byggemarkedskæde med 61 varehuse i Sverige. Optimera omsatte for 4,3 mia. svenske kroner i 2023 og har 1.072 ansatte. Selskabet er en del af den franske byggematerialevirksomhed Saint-Gobain. Optimera som varemærke blev etableret i 1996 i forbindelse med en fusion imellem 40 virksomheder i Norge og Sverige. Saint-Gobain opkøbte Optimera i 2005.